# 小宮輝之
小宮 輝之（こみや てるゆき、1947年11月10日 - ）は、恩賜上野動物園（東京都台東区上野公園）の第13代園長。日本動物園水族館協会前会長。2011年8月から公益財団法人東京動物園協会常務理事。他に公益財団法人日本鳥類保護連盟代表理事（会長）、山階鳥類研究所評議員、サントリー世界愛鳥基金運営委員などを務める。

## 人物
- 1947年 - 東京都千代田区神田に生まれる[2]。
- 1972年 - 明治大学農学部卒業。
- 同年、東京都職員となり、多摩動物公園に配属。飼育係となり、クマ、イノシシ、キツネ、ノウサギ、ガン類、コウノトリ、トキ類など主に日本産動物の飼育を担当。カリガネの繁殖やノウサギの飼育などで日本動物園水族館協会技術研究表彰を受ける。
- 1978年 - 東京動物園協会「高碕賞飼育観察賞」受賞。
- 1990年 - 恩賜上野動物園東園飼育係長。
- 1991年 - 森林野生動物研究会（旧野兎研究会）常任理事[3]。
- 1997年 - 上野動物園飼育課長
- 1998年 - 多摩動物公園飼育課長。
- 2000年 - 恩賜上野動物園飼育課長。
- 2004年8月1日 - 恩賜上野動物園園長就任。
- 2011年7月31日 - 恩賜上野動物園園長退任。
- 2011年8月 - 公益財団法人東京動物園協会常務理事。
- 2022年から日本鳥類保護連盟会長。現在は著作活動、図鑑や動物番組の監修、大学、専門学校の講師などを務める。動物足拓コレクター、動物糞写真家。

## 著書
- 『空に広がる動物園』谷口高司絵 農山漁村文化協会 ものがたり絵本だれも知らない動物園 1989
- 『動物園で毎日働く』桑島正充絵 農山漁村文化協会 ものがたり絵本だれも知らない動物園 1989
- 『目からウロコの動物園』保育社 カラーブックス 1996
- 『カメのかいかたそだてかた』佐藤芽実絵 岩崎書店 かいかたそだてかたずかん 1998
- 『ザリガニのかいかたそだてかた』浅井粂男絵 岩崎書店 かいかたそだてかたずかん 1998
- 『ウサギのかいかたそだてかた』大野彰子・弘子 絵 岩崎書店 かいかたそだてかたずかん 1999
- 『セキセイインコのかいかたそだてかた』大野彰子,大野弘子絵 岩崎書店 かいかたそだてかたずかん 2000
- 『ぼくのわたしのすいぞくかん』津田櫓冬絵 福音館書店 かがくのとも傑作集 どきどきしぜん 2000
- 『メダカのかいかたそだてかた』浅井粂男絵 岩崎書店 かいかたそだてかたずかん 2001
- 『日本の哺乳類』学習研究社 フィールドベスト図鑑 2002
- 『人気のバードウォッチング野鳥図鑑 日本で見られる身近な野鳥から絶滅危惧種まで』日東書院 2005
- 『原寸どうぶつ図鑑 もしあの動物が隣にいたら』小宮輝之&飼育係の皆さん著 宝島社 2006
- 『日本の野鳥』増補改訂 学研教育出版 フィールドベスト図鑑 2010
- 『物語上野動物園の歴史 園長が語る動物たちの140年』中公新書 2010
- 『鳥あそび 野鳥おもしろ手帖』二見書房 2011
- 『鳥の足型・足跡ハンドブック 318種』杉田平三共著 文一総合出版 2012
- 『動物たちの130年 上野動物園のあゆみ』監修 持丸依子, 中川成生共編 東京動物園協会 2012
- 『昔々の上野動物園、絵はがき物語 明治・大正・昭和……パンダがやって来た日まで』求龍堂 2012
- 『あしあと動物園 足拓コレクターのフィールド日誌 原寸サイズ足拓コレクション』ぱる出版 2013
- 『哺乳類の足型・足跡ハンドブック 原寸大 151種』文一総合出版 2013
- 『ほんとのおおきさ・てがたあしがた図鑑』学研教育出版 2013
- 『くらべてわかる哺乳類 日本の哺乳類全種を掲載』薮内正幸絵 山と溪谷社 2016

## 論文
- 国立情報学研究所収録論文 国立情報学研究所
- 小宮輝之 (1972), “北海道産トウキョウトガリネズミの採集記録(雑報)”, 哺乳動物学雑誌 (日本哺乳動物学会) 5 (5):  195, ISSN 05460670

- 遠藤秀紀; 小宮輝之; 成島悦雄; 鈴木直樹 (2002), “コーンビーム型CTスキャンによるジャイアントパンダ頭部の三次元画像解析(短報)(解剖学)” (pdf), The journal of veterinary medical science (社団法人日本獣医学会) 64 (12):  1153-1155, doi:10.1292/jvms.64.1153, ISSN 09167250

- 遠藤秀紀; 佐々木基樹; 成島悦雄; 小宮輝之; 林田明子; 林良博; STAFFORD Brian J. (2003), “ジャイアントパンダにおける前腕筋群の機能形態学的検討(解剖学)”, The journal of veterinary medical science (社団法人日本獣医学会) 65 (8):  839-843, doi:10.1292/jvms.65.839, ISSN 09167250

- 吉川温子; 小宮輝之; 小林和夫 (2005), “クマ科動物被毛に関する形態学的研究”, 動物園水族館雑誌 (日本動物園水族館協会) 46 (3):  81-90, ISSN 03867498

- 遠藤秀紀; Niizawa  Nobuharu; 小宮輝之 (2007), “Three-Dimensional CT Examination of the Mastication System in the Giant Anteater” (pdf), Zoological Science (Zoological Society of Japan) 24 (10):  1005-1011, doi:10.2108/zsj.24.1005, ISSN 02890003

## 賞詞
- 日本動物園水族館協会技術研究表彰（1972年）
- 東京動物園協会「高碕賞飼育観察賞」(1978年)

## 関連人物
- 西山登志雄 - 東武動物公園の元園長、元名誉園長。
- 増井光子 - よこはま動物園ズーラシア園長。元上野動物園長。